# Gery Veldhuis
Gery Veldhuis (Almelo, 1959) is een Nederlandse politiefunctionaris.

## Carrière
Na de Politieacademie startte hij zijn politieloopbaan in 1981 als afdelingschef bij de gemeentepolitie Apeldoorn. Terwijl Veldhuis al aan de slag was bij de politie studeerde hij nog verder op de Universiteit Twente, hij deed twee masters: crowd management en bestuurskunde. Via de Enschedese politie belandde hij in 1993 als adjunct-districtschef bij het regiokorps Twente. Hij had verschillende bestuurlijke rollen binnen de Nederlandse politie. In 2001 werd hij directeur van de Politieacademie.

## Hoofdcommissaris
Na enkele jaren plaatsvervangend hoofdcommissaris te zijn geweest van het politiekorps in Drenthe, wordt Veldhuis in juli 2008 benoemd tot hoofdcommissaris van Politie Limburg-Zuid. In 2013 voert de Nederlandse politie een grootschalige reorganisatie door, de overheidsdienst herstructureert de organisatie van 25 regiokorpsen naar de 10 regionale eenheden en één landelijke eenheid. Het doel hiervan is om de politie overzichtelijker en efficiënter in te richten. De toenmalige minister van Veiligheid en Justitie Ivo Opstelten kiest Gery Veldhuis als hoofdcommissaris van de nieuwe Regionale Eenheid Limburg. Dit waren voorheen de twee verschillende regiokorpsen Limburg-Noord en Limburg-Zuid, aan de laatste gaf hij al leiding sinds 2008.
In december 2017 werd bekendgemaakt dat Veldhuis aan de slag zou gaan als hoofdcommissaris van de Regionale Eenheid Noord-Nederland, hij werd op 1 januari 2018 benoemd. Veldhuis volgt Oscar Dros op, die zijn loopbaan vervolgt als hoofdcommissaris van Regionale Eenheid Oost-Nederland. Bij de Regionale Eenheid Limburg werd Veldhuis opgevolgd door Ingrid Schäfer-Poels, de allereerste vrouwelijke hoofdcommissaris van de zuidelijke politieregio.
In februari 2023 heeft Veldhuis een punt gezet achter zijn bestuurlijke carrière, tot aan zijn pensioen wil hij weer actief zijn op straat als brigadier. Hij wordt op 1 juni 2023 opgevolgd door Martin Sitalsing, die hiervoor hoofdcommissaris was van Regionale Eenheid Midden-Nederland. Sitalsing is geen onbekende in het noorden van Nederland, hij was eerder districtschef van Groningen en Haren en van 2009 tot 2012 korpschef van Twente.